# Нест верх Рис
Нест верх Рис (валл. Nest ferch Rhys; около 1080 — после 1136) — принцесса Дехейбарта, славившаяся своей небывалой красотой. Дочь князя Риса ап Теудура и его жены Гладис верх Риваллон.
После смерти её отца в 1093 году значительная часть королевства Дехейбарт была завоевана норманнами и английский король Генрих I Боклерк объявил себя покровителем детей Риса ап Теудура.
После 1097 года Генрих I выдал Нест за одного из своих рыцарей, Джеральда Виндзорского, констебля Пембрука.
Нест и Джеральд имели 5 детей:
- Уильям Фиц-Джеральд (ум. в 1173), лорд Карей, основатель рода Карей (англ. Carew), существующего до настоящего времени;
- Морис Фиц-Джеральд (ок. 1100 — 1176), первый английский завоеватель Ирландии и основатель дома Фицджеральдов, занимавшего одну из лидирующих позиций в Ирландии с XIII по XIX век.
- Давид Фиц-Джеральд (ум. ок. 1176), архидьякон Кардигана и епископ Сент-Дейвидса;
- Ангхарад, замужем за Уильямом де Барри, мать выдающегося историка Геральда Камбрийского;
- дочь (возможно Гвладис), мать Мило де Когана.

На Рождество 1109 года Нест и Джеральда Виндзорского посетил её родственник, Оуайн ап Кадуган, сын Кадугана ап Бледина, князя Поуиса. Оуайн был так пленен красотой Нест, что вместе со своими пятнадцатью соратниками напал на замок Кенарт-Бихан (возможно, замок Килгерран или замок Карей, оба расположены в Пембрукшире) и похитил Нест и её детей. Согласно легенде, Джеральд при нападении бежал через отхожее место. Позже дети были возвращены. Это похищение привело к вторжению нормандцев в Поуис и его подчинению английскому королю. Из-за того, что похищение Нест вызвало войну, она получила прозвище «Елены Уэльской».
Нест родила Оуайну двух сыновей, Лливелина и Эйниона, прежде чем, наконец, вернулась к своему мужу.
Примерно в это время или раньше Нест стала любовницей короля Генриха I и родила ему сына, Генри Фиц-Генри или Фиц-Роя (1110/1114 — 1157), оставшегося при английском дворе и погибшего во время похода Генриха II в Северный Уэльс в 1157 году.
После смерти Джеральда Нест вышла замуж за Стефана, констебля Кардигана, от которого имела сына Роберта Фиц-Стефана, первого англонормандского барона, начавшего завоевание Ирландии.
Дочь Нест Ангхарад была женой Уильяма де Барри, которому родила четырёх сыновей: Роберта; Филиппа, основателя Баллибегского aббатства в Баттеванте в Ирландии; Уолтера и историка Геральда Камбрийского. Роберт и Филипп участвовали в ирландской кампании вместе с Ричардом де Клером, 2-м графом Пембрука. Роберт умер во время этой кампании в 1182 году.